# Carl Friederich Bielefeldt
Carl Friederich Bielefeldt (født 1. februar 1752 i Rendsborg, død 23. marts 1825) var en dansk officer.
Han var søn af oberst Sigismund Jacob Bielefeldt. I en alder af fem år blev han 1757 ansat i artilleriet, 1761 fyrværker, 1764 sekondløjtnant, 1773 premierløjtnant, 1774 kompagnichef ved sjællandske nationale Artilleribataillon, men trådte 1776 igen ind i Artillerikorpset, blev kompagnichef og generaladjudant. 1788 gik han med et kompagni, 10. ridende, til Norge, deltog i felttoget i Sverige, udmærkede sig der og fik en souvenir af kronprinsen, som i affæren ved Kvistrum Bro opholdt sig ved hans batteri. Han forblev derpå i Norge som major, karakteriseret i 1788, virkelig 1790, oberstløjtnant 1796 og oberst 1803.
Først i 1805 blev han kaldt tilbage til Danmark som kommandør for Artillerikorpset og gik som sådan til armeen i Holsten. Efter Heinrich Wilhelm von Huths død blev han i 1806 chef for Artillerikorpset. 9. august 1807 fik han ordre til at gå til København og være næstkommanderende der. Han kom dertil 13. august efter 19 års fraværelse; men allerede 16. faldt han med hesten, slog hul i hovedet og stødte hoften således, at han i de første dage var utjenstdygtig og siden ej kunne ride uden store smerter; endnu i september led han stærkt af følgerne af faldet. 10. september måtte han overtage kommandoen, som Ernst Peymann formedelst sygdom nedlagde. Da kronprinsen kom tilbage, blev han med de andre kommanderende stillet for en overkrigskommission. Bielefeldt fik straks husarrest, som midt i 1808 blev forandret til arrest i Kastellet. Overkrigskommissionens dom lød for Bielefeldt på, at han burde have liv og ære forbrudt og hans gods konfiskeres, men 18. januar 1809 formildede kronprinsen, der nu var blevet konge, dommen til afsked af krigstjenesten uden tilladelse til at bære uniform og til indtil videre at blive inden for Kastellets volde, men allerede 28. januar blev han fritaget for denne arrest. Han fik senere pension og charge tilbage og blev i 1815 som general tilsagt at overvære Frederik VI's kroning. Kongen erkendte altså selv, at skylden for det uheldige udfald af belejringen lå i, at staten havde forsømt at sætte fæstningen i forsvarsmæssig stand, og ej i de kommanderendes forhold. En upartisk undersøgelse (Jacob Ræder, Krigshistorie 1807-9, I) har også godtgjort, at Bielefeldts forhold efter omstændighederne i det væsentlige må kaldes forsvarligt.
Bielefeldt var lille af vækst og af svag legemsbeskaffenhed, en dygtig artilleriofficer, livlig, interessant og selskabelig. Uagtet han havde fået 100.000 Rdl. med sin kone, efterlod han dog ingen formue. Han døde 23. marts 1825. Han var 1782 blevet gift med Margrethe Jensenius, datter af læge, etatsråd Carl Jensenius. Hun var døbt 22. februar 1758, blev skilt fra sin mand og døde 30. oktober 1827.